# NGC 5139
NGC 5139 (ω Cen, NGC 5139, или Caldwell 80) јесте збијено звездано јато у сазвежђу Кентаур које се налази на NGC листи објеката дубоког неба. Деклинација објекта је - 47° 28' 51" а ректасцензија 13h 26m 47,0s. Привидна величина (магнитуда) објекта NGC 5139 износи 5,3 а фотографска магнитуда 6,1. NGC 5139 је још познат и под ознакама GCL 24, ESO 270-SC11, Omega Cen. Процењује се да садржи приближно 10 милиона звезда и укупну масу која је еквивалентна 4 милиона соларних маса, што га чини најмасовнијим познатим глобуларним јатом на Млечном путу.
Омега Кентаури се веома разликује од већине других галактичких глобуларних јата до те мере да се сматра да је настао као остатак језгра поремећене патуљасте галаксије.

## Историја посматрања
Године 150, грчко-римски писац и астроном Птоломеј је каталогизовао овај објекат у свом Алмагесту као звезду на леђима коња, „Quae est in principio scapulae“. Немачки картограф Јохан Бајер користио је Птоломејеве податке да означи овај објекат „Омега Кентаури“ у својој публикацији Уранометрија из 1603. године. Користећи телескоп са јужноатлантског острва Света Хелена, енглески астроном Едмонд Халеј поново је открио овај објекат 1677. године, наводећи га као незвездани објекат. Године 1716, Халеј га је објавио као део свог списка од шест „светлећих тачака или мрља“ у Филозофским трансакцијама Краљевског друштва.
Швајцарски астроном Жан-Филип де Шезо укључио је Омега Кентаура у своју листу од 21 маглине из 1746. године, као и француски астроном Лакај 1755. године, одакле је каталошки број означен као L I.5. Као глобуларно јато први пут га је препознао шкотски астроном Џејмс Данлоп 1826. године, који га је описао као „прелепу куглу звезда веома постепено и умерено компримовану до центра“.

## Особине
На удаљености од око 17.090 светлосних година (5.240 парсека) од Земље, Омега Кентаури је једно од ретких глобуларних јата видљивих голим оком — и изгледа скоро једнако велико као пун Месец када се гледа из мрачног, руралног подручја. То је најсјајније, највеће и, са 4 милиона соларних маса, најмасовније познато глобуларно јато повезано са Млечним путем. Од свих глобуларних јата у Локалној групи галаксија, само је Мајал II у галаксији Андромеда светлији и масивнији. Орбитирајући кроз Млечни пут, Омега Кентаури садржи неколико милиона звезда Популације II и стар је око 12 милијарди година.
Звезде у језгру Омега Кентаури су толико претрпане да се процењује да су у просеку удаљене само 0,1 светлосну годину једна од друге. Унутрашња динамика је анализирана мерењима радијалних брзина 469 звезда.

## Доказ централне црне рупе
Једна студија из 2008, представила је доказе за црну рупу средње масе у центру Омега Кентаури, на основу запажања свемирског телескопа Хабл и опсерваторије Гемини на Серо Пачону у Чилеу. Хаблова напредна камера за истраживања показала је да се звезде скупљају у близини центра Омега Кентаури, о чему сведочи постепени пораст светлости звезда у близини центра. Користећи инструменте у опсерваторији Гемини за мерење брзине звезда које се ковитлају у језгру јата, Е. Нојола и његове колеге су открили да се звезде ближе језгру крећу брже од звезда које су удаљеније. Ово мерење је протумачено да значи да невидљива материја у језгру гравитационо реагује са оближњим звездама. Упоређујући ове резултате са стандардним моделима, астрономи су закључили да је највероватнији узрок гравитационо привлачење густог, масивног објекта као што је црна рупа. Израчунали су масу објекта на 40.000 соларних маса.
Међутим, новији радови су довели у питање ове закључке, посебно оспоравање предложене локације кластер центра. Прорачуни који су користили ревидирану локацију за центар открили су да брзина звезда у језгру не варира са растојањем, као што би се очекивало да је присутна црна рупа средње масе. Исте студије су такође откриле да се светлост звезда не повећава према центру, већ остаје релативно константна. Аутори су приметили да њихови резултати не искључују у потпуности црну рупу коју су предложили Нојола и колеге, али је не потврђују и ограничавају њену максималну масу на 12.000 соларних маса.

## Поремећена патуљаста галаксија
Нагађало се да је Омега Кентаури језгро патуљасте галаксије коју је пореметио и апсорбовао Млечни пут. Заиста, сматра се да Каптејнова звезда, која је тренутно удаљена само 13 светлосних година од Земље, потиче од Омега Кентаура. Хемија и кретање Омега Кентаурија у Млечном путу такође су у складу са овом сликом. Попут Мајала II, Омега Кентаури има низ металности и звездано доба које сугерише да се није све формирало одједном (како се сматра да се формирају глобуларна јата) и да би заправо могла бити остатак језгра мање галаксије давно уграђене у Млечни пут.